# Gilles Poitras
Gilles Poitras is een auteur van boeken over anime en manga, onderwerpen die hij voor het eerst ontdekte in 1977. Hij is een voormalig bibliothecaris van de Golden Gate University in San Francisco., en is sinds 2018 met pensioen. Naast de boeken die hij heeft geschreven, droeg Poitras ook regelmatig via columns bij aan Newtype USA, een voormalig maandblad over anime- en manga-industrie en aanverwante populaire cultuur.
Poitras is verschenen in verschillende documentaires waarin verschillende aspecten van de anime- en manga-fancultuur worden besproken en is te gast geweest bij meer dan 35 fan- en industrieconventies.

## Opleiding
Poitras is geboren in Quebec en heeft twee masteropleidingen, een master bibliotheekwetenschappen aan de Universiteit van Californië in Berkeley en een master in theologie aan de Pacific School of Religion in Berkeley.

## Boeken
Chronologisch in oplopende volgorde weergegeven: 
- (en) Poitras, Gilles (1 september 1999). The Anime Companion: What's Japanese in Japanese Animation?. Stone Bridge Press. ISBN 978-1-880656-32-7. Gearchiveerd op 2 mei 2023.
- (en) Poitras, Gilles (1 december 2001). Anime Essentials: Every Thing a Fan Needs to Know. Stone Bridge Press. ISBN 978-1-880656-53-2. Gearchiveerd op 22 april 2023.
- (en) Poitras, Gilles (1 juni 2005). The Anime Companion 2: More What's Japanese in Japanese Animation?. Stone Bridge Press. ISBN 978-1-880656-96-9.